# Wyświetlacz plazmowy
Wyświetlacz plazmowy, wyświetlacz PDP (z ang. plasma display panel) – wyświetlacz, w którym do tworzenia obrazu stosuje się plazmę i luminofor.

## Historia
Wyświetlacz plazmowy został wynaleziony na Uniwersytecie Illinois w Urbanie i Champaign przez Donalda Bitzera, H. Gene’a Slottowa oraz absolwenta Roberta Willsona w 1964, do współpracy z systemem komputerowym PLATO (na licencji firmy Control Data Corporation). Oryginalne monochromatyczne, zazwyczaj pomarańczowe lub zielone, czasem żółte panele cieszyły się wielką popularnością we wczesnych latach 70. XX w., ponieważ miały ostrzejszy obraz i wymagały mniejszej częstotliwości do odświeżania obrazów. W późniejszych latach 70. XX w. wyświetlacze CRT stały się tańsze niż plazmowe, co przyczyniło się do zmniejszenia się popularności tych drugich.
W 1983 IBM wynalazł 19-calowy pomarańczowo-czarny monochromatyczny wyświetlacz, który był w stanie wyświetlić jednocześnie cztery końcowe sesje IBM 3270 wirtualnej maszyny IBM (znane dziś jako Display Devices). W 1992 Fujitsu przedstawiło pierwszy na świecie 21-calowy wyświetlacz plazmowy, który wyświetlał pełnię kolorów. Była to hybryda opierająca się na wyświetlaczach plazmowych stworzonych na Uniwersytecie Illinois w Urbanie i Champaign, osiągająca wyższą jasność od pozostałych wyświetlaczy. W 1997 firma Pioneer rozpoczęła sprzedaż pierwszych telewizorów plazmowych dla odbiorców indywidualnych.
Przekątna ekranów plazmowych stale rosła poczynając od 21-calowego wyświetlacza zaprezentowanego w 1992 roku. Największy ekran plazmowy wykonany do końca 2006 r. został zaprezentowany na targach Consumer Electronics Show w Las Vegas, w stanie Nevada (w Stanach Zjednoczonych). Miał on przekątną 103 cale i został wyprodukowany przez firmę Panasonic.
Pod koniec lat 90. XX w. i na początku XXI w. ekrany plazmowe zdobyły rynek telewizji HDTV, dzięki ich wysokiemu kontrastowi, żywym kolorom oraz szerszemu kątowi widzenia w porównaniu z ekranami LCD. Tańsza i stale rozwijająca się technologia wyświetlaczy ciekłokrystalicznych spowodowała jednak, że tendencja ta zaczęła się odwracać od 2004-2005 r. Na początku 2007 r. ekrany plazmowe utrzymywały jeszcze swój prymat w zakresie telewizorów z ekranami o bardzo dużych przekątnych, powyżej 40 cali, i zostały niemal zupełnie wyparte w mniejszych telewizorach. Telewizory plazmowe były produkowane jeszcze w 2014 roku, po czym producenci zaprzestali rozwijania tej technologii i wprowadzania na rynek nowych modeli telewizorów plazmowych.

## Charakterystyka
Ekrany plazmowe posiadają następujące cechy:
- wysoka jakość odtwarzanego obrazu, zbliżona do CRT
- bardzo wysoki kontrast
- bardzo dobre oddanie barw
- równomierne podświetlenie
- pełny kąt widzenia (typowo 170° bez spadku jasności i czystości obrazu)
- płaski ekran
- możliwość budowy ekranów dużych rozmiarów (typowe rozmiary to: 37″, 42″, 46″, 50″, 55″, 60″, 61″, 63″, 65″, 103″, 106″, 152″)
- ekran jest stosunkowo cienki w porównaniu do swoich rozmiarów
- niska podatność na zniekształcenia obrazu spowodowane polem magnetycznym

## Zalety i wady
Zalety
- cienki, łatwy do zamontowania na ścianie
- szerszy kąt widzenia niż w LCD oraz lepsza konsystencja kolorów
- lepszy współczynnik kontrastu od LCD
- ma większą głębię czerni niż wyświetlacze LCD
- deklarowany czas działania wyświetlaczy plazmowych dochodzi do 100 000 godzin (2009 rok)
- odporniejszy na uszkodzenia mechaniczne od ekranu LCD

Wady
- większa masa niż panele LCD
- większe zużycie prądu niż LCD
- duże trudności techniczne przy budowie ekranów plazmowych małych rozmiarów (<30")
- tendencja do nierównomiernego wypalania luminoforu, zwłaszcza przy wyświetlaniu statycznego obrazu
  - aby uniknąć efektu nierównomiernego wypalania wyświetla się na ekranie „śnieg” lub specjalnie spreparowany obraz przez kilka sekund na godzinę
  - wiele telewizorów plazmowych ma specjalną funkcję (np. „orbitowanie”, w której obraz jest okresowo nieznacznie przesuwany), by ten problem zminimalizować
- na większych wysokościach, zazwyczaj powyżej 1800 m n.p.m., wyświetlacze plazmowe wydają z siebie wyraźne brzęczenie
- przy wyświetlaniu obrazu o bardzo wysokim kontraście pojawia się czasami „efekt tęczy” polegający na zielonych błyskach w czasie szybkiego przełączania z bieli do czerni
- migotanie obrazu, widoczne szczególnie podczas wyświetlania jasnych scen

## Ogólna zasada działania

Szczegółowa budowa warstw

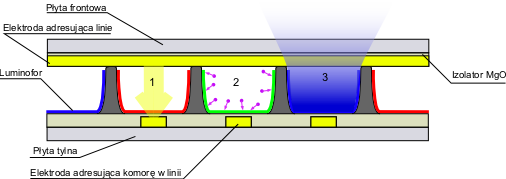
Budowa ekranu plazmowego

Zasada działania ekranu plazmowego polega na doprowadzeniu mieszaniny gazów (głównie ksenon i neon) zamkniętych w małych komorach do stanu plazmy. Zjonizowane gazy zaczynają emitować fotony światła ultrafioletowego, które padając na luminofor pobudzają go do emisji światła widzialnego odpowiedniego dla danego koloru luminoforu.

## Budowa
Mieszanina gazów jest zamknięta w komorach. Trzy umieszczone obok siebie komory, każda z luminoforem dla innej składowej barwy (czerwona, zielona, niebieska), tworzą jeden piksel zdolny świecić różnymi kolorami, stanowiącymi złożenie trzech składowych (synteza addytywna).
Komory tworzą macierz i są umieszczone między dwiema szklanymi płytami: czołową, przez którą ogląda się obraz i tylną. Wszystkie ścianki komory, poza ścianką od strony płyty frontowej są wyłożone luminoforem. Do przeciwległych ścianek, frontowej i tylnej, są przymocowane elektrody. Przyłożenie odpowiedniego napięcia elektrycznego do tych elektrod powoduje jonizację gazu w komorze.
Sterowanie poszczególnymi pikselami ekranu, podobnie jak w wyświetlaczach LCD wysokiej rozdzielczości, odbywa się multipleksowo. Najpierw aktywowane są odpowiednie poziome linie pikseli, a następnie – w drugim impulsie – włączane są odpowiednie piksele w danej linii.